# Mousse T.
Mustafa Gündoğdu, bedre kendt som Mousse T. er en Dance/Techno-dj og producer fra Tyskland.